# 컨플루언스 (소프트웨어)
컨플루언스(Confluence)는 아틀라시안에서 개발한 자바 기반의 상용 위키 소프트웨어이다. 라이선스 구입 시 소스 코드는 제공되지만 이를 재배포할 수는 없다. 라이선스 구매 후 직접 운영하는 서버에 설치하여 사용하거나 (JSP로 작성되어 있고 아파치 톰캣을 통해서 구동된다.) 아틀라시안이 제공하는 서버에서 월 요금을 내고 서비스를 받는 두 가지 형태로 제공된다. JIRA 등 아틀라시안에서 제공되는 타 솔루션들과 연동되어 협업 환경이 구축된다.

## 특징
위키 문법을 사용하지 않고, WYSIWYG에 가까운 형태의 에디터가 기본으로 사용되며, 에디터 또한 마우스를 활용한 GUI 위주의 인터페이스로 구성되어 있다. 대신 위키 자체적으로 여러 가지 매크로를 제공한다. 데이터 저장에는 MySQL, 마이크로소프트 SQL 서버, PostgreSQL, 오라클 데이터베이스 데이터베이스 또는 자체 내장 데이터베이스를 사용할 수 있다. Confluence Supported Platforms
미디어위키, 도쿠위키 등 다른 위키 소프트웨어들의 데이터를 불러오는 기능을 제공한다. 사용자 관리 및 특정 프로젝트의 관리 등에 사용할 수 있도록, 사용자의 상태 업데이트나 '좋아요'(Like) 버튼, Follow 기능, 댓글 기능, 뉴스 및 블로깅 기능 등을 기본으로 포함하고 있고, 마이크로소프트 워드 문서들을 불러오는 등 오피스 커넥터 및 페이스북등 소셜 미디어와의 연동도 제공한다. 또한 플러그인 시스템이 존재하며 '아틀라시안 마켓플레이스'에서 유/무료로 판매되고 있다. 또한 라이선스별로 등록할 수 있는 위키 사용자 수에 제한이 있다. 모바일 웹 인터페이스도 기본으로 제공하며, 안드로이드 및 iOS용 애플리케이션이 존재하지만, 특정 플러그인의 설치를 필요로 하며 아틀라시안에서 제작한 애플리케이션은 없다.
레이아웃 및 스타일시트의 설정 범위가 넓고 네임스페이스별로 별개의 용도별 레이아웃과 환경 설정을 지정할 수 있으며, 이에 따라 한 서버에서 돌아가는 네임스페이스마다 별개의 사이트처럼 구성할 수 있다. 단, 제목이 동일한 문서는 서로 다른 네임스페이스 등 문서 트리 상에서 별개의 위치에 존재하더라도 생성이 불가능한 제한이 있다.

## 같이 보기
- 협업 소프트웨어
- 위키
- 미디어위키
- 모니위키
- 도쿠위키